# Incendio en el bosque
Incendio en el bosque es un cuadro del pintor Italiano Piero di Cosimo, realizado en torno a 1505, que se encuentra en el Museo Ashmolean de Oxford, Inglaterra.
En la pintura aparecen animales agitados intentanto huir de un fuego en un bosque. El cuadro muestra una gran actividad y en él aparecen animales tanto reales como ficticios. Se inspira en el Libro V de Lucrecio, De la naturaleza de las cosas.